# 박은석 (1984년)
박은석(한국 한자: 朴殷硕, 본래 박운석 1984년 2월 10일 ~ )은 대한민국의 배우이다. 
- 한국어를 빨리 익히기 위해 미국 시민권자임에도 불구하고 자원입대를 선택했다.[1]

## 생애
- 한국에서 태어났으나 7세 때 가족들과 미국으로 이민하여 그곳에서 성장했다.
- 미국에서 대학을 다니다 배우의 꿈을 이루기 위해 15년만에 홀로 한국으로 입국했고 서울예대 방송연예과 06학번으로 입학하면서 연기를 배우기 시작했다.

- 군 제대 및 대학 졸업 후 2010년 SBS 드라마 아테나: 전쟁의 여신으로 데뷔하였다.
- 이후 연극배우로서 주로 대학로에서 활약하다 2015년부터 TV 드라마로도 영역을 넓혀 2019년 KBS 드라마 닥터 프리즈너의 이재환 역, 2020년부터 2021년까지 방영한 펜트하우스 시리즈의 로건 리 역으로 인지도를 높혔다.

## 학력
- 고등학교 1999년 ~ 2002년
- 커뮤니티컬리지 패션디자인, 마케팅
- 서울예술대학 방송연예과

## 연기 활동

### 드라마
| 연도 | 방송채널                               | 제목                                           | 역할          | 비고          |
| ---- | -------------------------------------- | ---------------------------------------------- | ------------- | ------------- |
| 2010 | SBS                                    | 월화드라마 《아테나: 전쟁의 여신》             | 현수          | 데뷔작        |
| 2012 | SBS                                    | 수목드라마 《부탁해요 캡틴》                   | 박은석        |               |
| 2015 | MBC every1                             | 《웹툰히어로 툰드라쇼 - 내 남자는 육아도우미》 |               |               |
| 2015 | 네이버 TV                              | 웹드라마 《고결한 그대》                       | 우상현        |               |
| 2015 | SBS                                    | 수목드라마 《마을 - 아치아라의 비밀》          | 남건우        |               |
| 2016 | MBC                                    | 수목드라마 《한 번 더 해피엔딩》               | 방동배        |               |
| 2016 | KBS2                                   | 주말연속극 《월계수 양복점 신사들》            | 민효상        |               |
| 2017 | KBS2                                   | 주말연속극 《월계수 양복점 신사들》            | 민효상        |               |
| MBC  | 월화드라마 《역적 : 백성을 훔친 도적》 | 조수학/조정학                                  |               |               |
| MBC  | 2018                                   | 월화드라마 《검법남녀》                        | 강현          |               |
| OCN  | 2018                                   | 주말드라마 《보이스 2》                        | 고다윗        | 특별출연      |
| 2019 | KBS2                                   | 수목드라마 《닥터 프리즈너》                   | 이재환        |               |
| 2019 | MBC                                    | 월화드라마 《검법남녀 2》                      | 강현          | 특별출연      |
| 2019 | KBS2                                   | 단막극 《KBS 드라마 스페셜 - 때빼고 광내고》   | 도태랑        |               |
| 2019 | TV조선                                 | 일요드라마 《레버리지: 사기조작단》            | 민영민        | 특별출연      |
| 2020 | SBS                                    | 월화드라마 《펜트하우스》                      | 구호동/로건리 |               |
| 2021 | SBS                                    | 금토드라마 《펜트하우스 2》                    | 로건리        |               |
| 2021 | SBS                                    | 금요드라마 《펜트하우스 3》                    | 로건리/알렉스 | 1인2역        |
| 2022 | KBS2                                   | 월화드라마 《꽃 피면 달 생각하고》             | 성현세자      | 15회 특별출연 |
| 2024 | KBS2                                   | 월화드라마 《함부로 대해줘》                   | 이준호        | 16부작        |

### 영화
| 연도 | 제목                                          | 역할                   | 비고   |
| ---- | --------------------------------------------- | ---------------------- | ------ |
| 2012 | 《992》                                       | 남자                   |        |
| 2013 | 《남의 소리》                                 |                        |        |
| 2015 | 《십이야: 깊고 붉은 열두 개의 밤 Chapter 1 》 | <남의 소리> 광현역     |        |
| 2021 | 단편영화《The Brave New World》               | 질주 / 미스터리한 인물 | 1인2역 |

### 공연
| 연도                | 제목                         | 역할                                                           | 비고 |
| ------------------- | ---------------------------- | -------------------------------------------------------------- | --- |
| 2012                | 《옥탑방 고양이 - 대전》     |                                                                | 2012.10.5 ~ 2012.11.4 대전 가톨릭 문화회관 아트홀                                                             |
| 2012                | 《옥탑방 고양이 - 청주》     |                                                                | 2012.11.7 ~ 2012.12.2 청주 씨어터제이                                                                         |
| 2012                | 《옥탑방 고양이 - 강남》     |                                                                | 2012.3.2 ~ 2013.2.3 강남 동양아트홀                                                                           |
| 2013                | 《트루웨스트》               | 오스틴                                                         | 2013.2.21 ~ 2013.5.5 CJ 아지트 대학로 (구 SM아트홀)                                                           |
| 2013                | 《내일 공연인데 어떡하지》   | 안무가                                                         | 2013.10.12 ~ 2013.10.15 대학로예술극장 대극장                                                                 |
| 2013                | 《햄릿》                     | 햄릿                                                           | 2013.9.20 ~ 2013.10.13, 2013.10.17 ~ 2013.11.24 예술의전당 자유소극장, 작은극장 광야 (구 대학로 예술극장 3관) |
| 2013                | 《째째한 로맨스》            | 정배                                                           | 2013.9.29 ~ 2014.6.29 CJ 아지트 대학로 (구 SM아트홀)                                                          |
| 2014                | 《올모스트 메인》            |                                                                | 2014.1.23 ~ 2014.2.23 JTN 아트홀 4관                                                                          |
| 2014                | 《히스토리 보이즈》          | 데이킨                                                         | 2014.3.14 ~ 2014.4.20 두산아트센터 연강홀                                                                     |
| 2014                | 《수탉들의 싸움》            | 존                                                             | 2014.7.11 ~ 2014.8.3 두산아트센터 Space111                                                                    |
| 2014                | 《연극열전5 - 프라이드》     | 올리버                                                         | 2014.8.16 ~ 2014.11.9 아트원씨어터 2관                                                                        |
| 2015                | 《레드》                     | 켄                                                             | 2015.5.3 ~ 2015.5.31 충무아트센터 중극장 블랙                                                                 |
| 2015                | 《카포네 트릴로지》          | YOUNGMAN                                                       | 2015.7.14 ~ 2015.10.4 홍익대 대학로 아트센터 소극장                                                           |
| 2015                | 《엘리펀트 송》              | 마이클                                                         | 2015.11.13 ~ 2016.1.31 예스24스테이지 3관 (구 수현재씨어터)                                                   |
| 2016                | 《엘리펀트 송》              | 마이클                                                         | 2015.11.13 ~ 2016.1.31 예스24스테이지 3관 (구 수현재씨어터)                                                   |
| 《히스토리 보이즈》 | 데이킨                       | 2016.4.8 ~ 2016.5.8 백암아트홀                                 | |
| 《엘리펀트 송》     | 마이클                       | 2016.4.22 ~ 2016.6.26 예스24스테이지 1관 (구 대명문화공장 1관) | |
| 《클로저》          | 댄                           | 2016.9.6 ~ 2016.11.13 예그린씨어터                             | |
| 2017                | 《나쁜자석》                 | 프레이저                                                       | 2017.3.5 ~ 2017.5.28 아트원씨어터 1관                                                                         |
| 2017                | 《엘리펀트 송》              | 마이클                                                         | 2017.9.6 ~ 2017.11.26 예스24스테이지 3관 (구 수현재씨어터)                                                    |
| 2017                | 《블라인드》                 | 루벤                                                           | 2017.12.6 ~ 2018.2.4 예스24스테이지 3관 (구 수현재씨어터)                                                     |
| 2018                | 《네버 더 시너》             | 롭                                                             | 2018.1.30 ~ 2018.4.15 예스24스테이지 2관 (구 대명문화공장 2관)                                                |
| 2018                | 《블라인드》                 | 루벤                                                           | 2018.3.30 ~ 2018.3.31 울산문화예술회관 소공연장                                                               |
| 2018                | 《아트》                     | 마크                                                           | 2018.9.7 ~ 2018.11.4 유니플렉스 2관                                                                           |
| 2019                | 《벙커 트릴로지》            | 병사 2                                                         | 2018.12.11 ~ 2019.2.24 홍익대 대학로 아트센터 소극장                                                          |
| 2019                | 《어나더 컨트리》            | 가이 베넷                                                      | 2019.5.21 ~ 2019.8.11 대학로 유니플렉스 1관                                                                   |
| 2019                | 《히스토리 보이즈》          | 데이킨                                                         | 2019.9.20 ~ 2019.10.27 두산아트센터 연강홀                                                                    |
| 2019                | 《조지아 맥브라이드의 전설》 | 케이시                                                         | 2019.11.27 ~ 2020.2.23 대학로 유니플렉스 2관                                                                  |
| 2020                | 《아트》                     | 마크                                                           | 2020.3.7 ~ 2020.5.31 백암아트홀                                                                               |
| 2020                | 《히스토리 보이즈》          | 데이킨                                                         | 2020.09.19 ~ 2020.11.08 두산아트센터 연강홀                                                                   |
| 2020                | 《아마데우스》               | 볼프강 아마데우스 모차르트                                     | 2020.11.17 ~ 2021.2.28 서울 광림아트센터 BBCH홀                                                               |
| 2022                | 《아트》                     | 마크                                                           | 2022.9.17 ~ 2022.12.11 예스24스테이지                                                                         |
| 2022                | 《히스토리 보이즈》          | 어윈                                                           | 2022.10.1~ 2022.11.20 두산아트센터 연강홀                                                                     |
| 2023                | 《아트 - 군포》              | 마크                                                           | 2023.3.4~ 2023.3.5 군포문화예술회관 수리홀                                                                    |
| 2023                | 《아트 - 광주》              | 마크                                                           | 2023.3.10 국립아시아문화전당 예술극장                                                                         |
| 2023                | 《파우스트》                 | 파우스트                                                       | 2023.3.31 ~ 2023.4.29 LG아트센터 서울 LG SIGNATURE 홀                                                         |

## 방송 활동
| 연도   | 방송채널 | 제목               | 비고     |
| ------ | -------- | ------------------ | -------- |
| 2021년 | MBC      | 나 혼자 산다       | 게스트   |
| 2021년 | SBS      | 런닝맨             | 게스트   |
| 2021년 | SBS PLUS | 강호동의 밥심      | 게스트   |
| 2021년 | SBS      | 그것이 알고 싶다   | 게스트   |
| 2021년 | MBC      | 놀면 뭐하니        | 게스트   |
| 2021년 | Sky TV   | 어디세요 은석씨!   | MC       |
| 2022   | tvN      | 올 탁구나!         | 고정출연 |
| 2023   | MBN      | 내일은 위닝샷      | 게스트   |
| 2024   | SBS      | 신발 벗고 돌싱포맨 | 게스트   |

## 뮤직비디오
| 연도 | 가수 이름 | 제목              | 비고 |
| ---- | --------- | ----------------- | ---- |
| 2021 | 에일리    | Make Up Your Mind |      |

## 수상 및 후보
| 연도 | 시상식                | 부문                               | 작품                                 | 결과 |
| ---- | --------------------- | ---------------------------------- | ------------------------------------ | ---- |
| 2016 | 제12회 골든티켓어워즈 | 연극 남자배우상                    | 클로저, 엘리펀트 송, 히스토리 보이즈 | 수상 |
| 2018 | MBC 연기대상          | 월화미니시리즈부문 남자 우수연기상 | 검법남녀                             | 후보 |
| 2019 | KBS 연기대상          | 남자 신인상                        | 닥터 프리즈너                        | 후보 |
| 2019 | KBS 연기대상          | 남자 연작 단막극상                 | 때빼고 광내고                        | 후보 |
| 2020 | SBS 연기대상          | 남자 조연상                        | 펜트하우스                           | 수상 |